# Le Clos Arsène Lupin, Maison Maurice Leblanc
Le Clos Arsène Lupin, Maison Maurice Leblanc est un musée consacré au héros de fiction imaginé par l’écrivain Maurice Leblanc : Arsène Lupin.
Le musée est situé au 15, rue Guy-de-Maupassant à Étretat dans l’ancienne demeure de Maurice Leblanc. Il a ouvert ses portes au public en juin 1999, après le rachat de la maison par sa petite-fille, Florence Boespflug-Leblanc.
Le Clos Lupin expose des photos originales, des peintures, des écrits et d’autres accessoires personnels de Maurice Leblanc, ainsi que des vêtements et autres objets qui auraient appartenu à son héros fictif, Arsène Lupin.

## Histoire

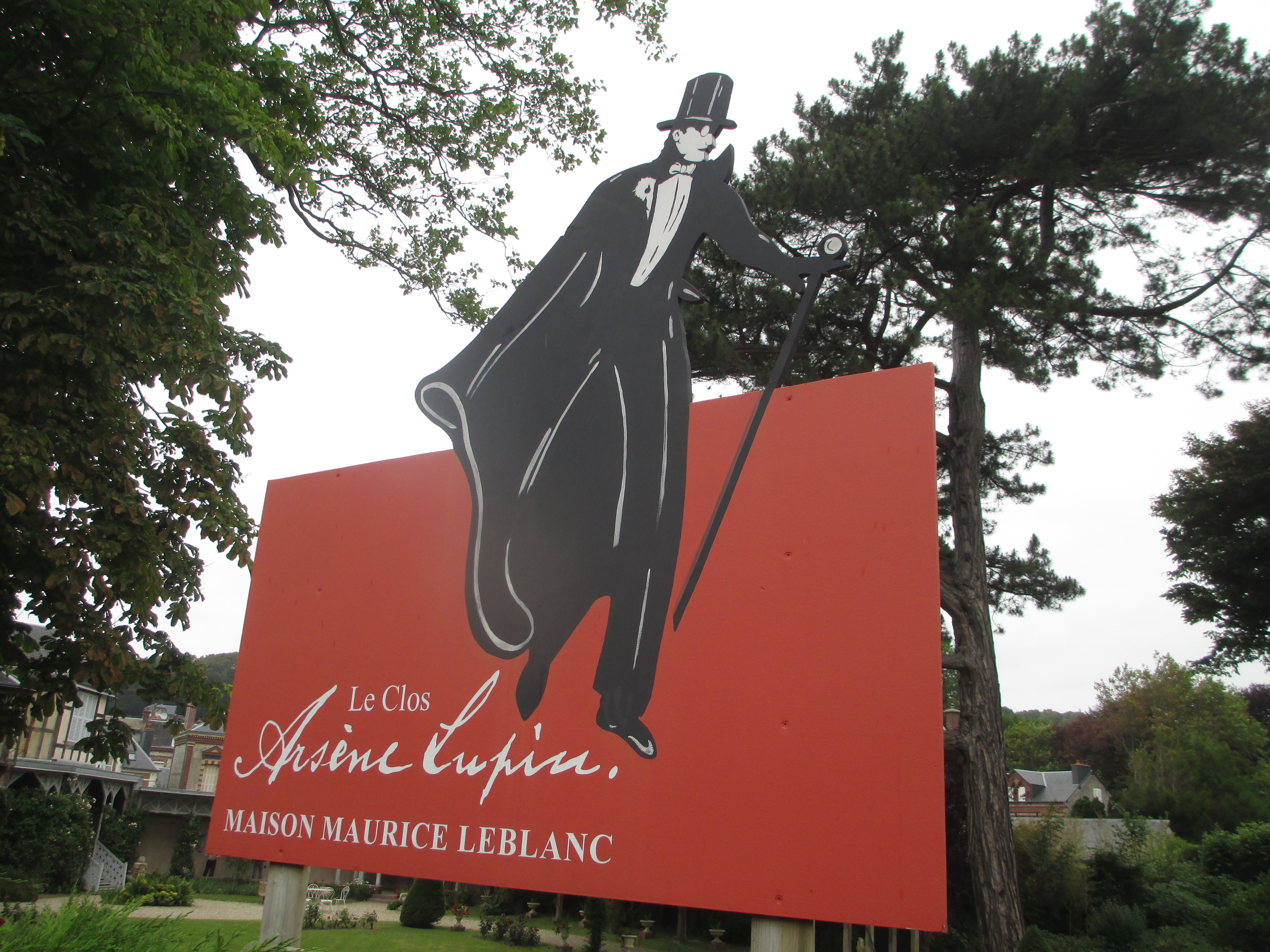
Le Clos Lupin.

Cette maison à colombages de facture anglo-normande fut construite vers 1850. Elle fut louée à partir de 1915 par Maurice Leblanc à l’éditeur Eugène Fasquelle, puis finalement achetée en 1918. Ayant pour nom « Le Sphinx », l’écrivain la rebaptisa « Le Clos Lupin », en hommage à son héros et aux fleurs, des lupins, qu’il y avait plantés. C’est d’ailleurs dans cette maison cauchoise, nichée au cœur de la ville, où il passa chaque été pendant près de vingt ans, que l’auteur imagina les différentes aventures d’Arsène Lupin.
Devant l’occupation allemande, Maurice Leblanc s’exile avec sa famille en 1939 à Perpignan où il meurt deux ans plus tard d’une pneumonie. La villa est, peu de temps après son départ, réquisitionnée par les troupes allemandes.
Après avoir été vendue en 1952 par son fils Claude, la demeure changea plusieurs fois de propriétaire jusqu’à ce que Florence Boespflug, petite-fille de Maurice Leblanc, décide de l’acquérir en 1998 avec l’objectif d’en faire un musée consacré à Arsène Lupin.
Ouverte au public depuis juin 1999, cette demeure propose un itinéraire scénographique pour découvrir l’univers du gentleman-cambrioleur.
En 2011, la propriété et le fonds de la collection sont rachetés pour 639 000 € par la Région Haute-Normandie (45 %), le Département de la Seine-Maritime (45 %) et la commune d'Étretat (10 %) qui font intégrer Le Clos Lupin à la route historique des maisons d'écrivains. Avec 17 000 à 25 000 visiteurs annuels, la directrice Maryse Alix assure, en 2016, que le Clos Lupin est la maison d’écrivain la plus visitée en France.

## Collection
Après la traversée du jardin paysager, le visiteur est accueilli au seuil de la maison par « Grognard », le valet d’Arsène Lupin, qui lui remet un casque audio. La visite audio guidée démarre dans le cabinet de travail de l’écrivain Maurice Leblanc.
Ensuite, le visiteur poursuit sa visite guidée par la voix d’Arsène Lupin (en réalité, celle de Georges Descrières, l’acteur qui l’incarna à la télévision dans les années 1970). Celle-ci l’accompagne durant un parcours en sept étapes fait de mise en scène, de jeux d’ombres et de lumières, d’ambiances sonores et d’atmosphère mystérieuse. Tout au long de cette visite guidée, Arsène Lupin présente ses exploits, ses conquêtes féminines, ses multiples personnalités et propose de résoudre avec lui l’énigme de l’Aiguille creuse.

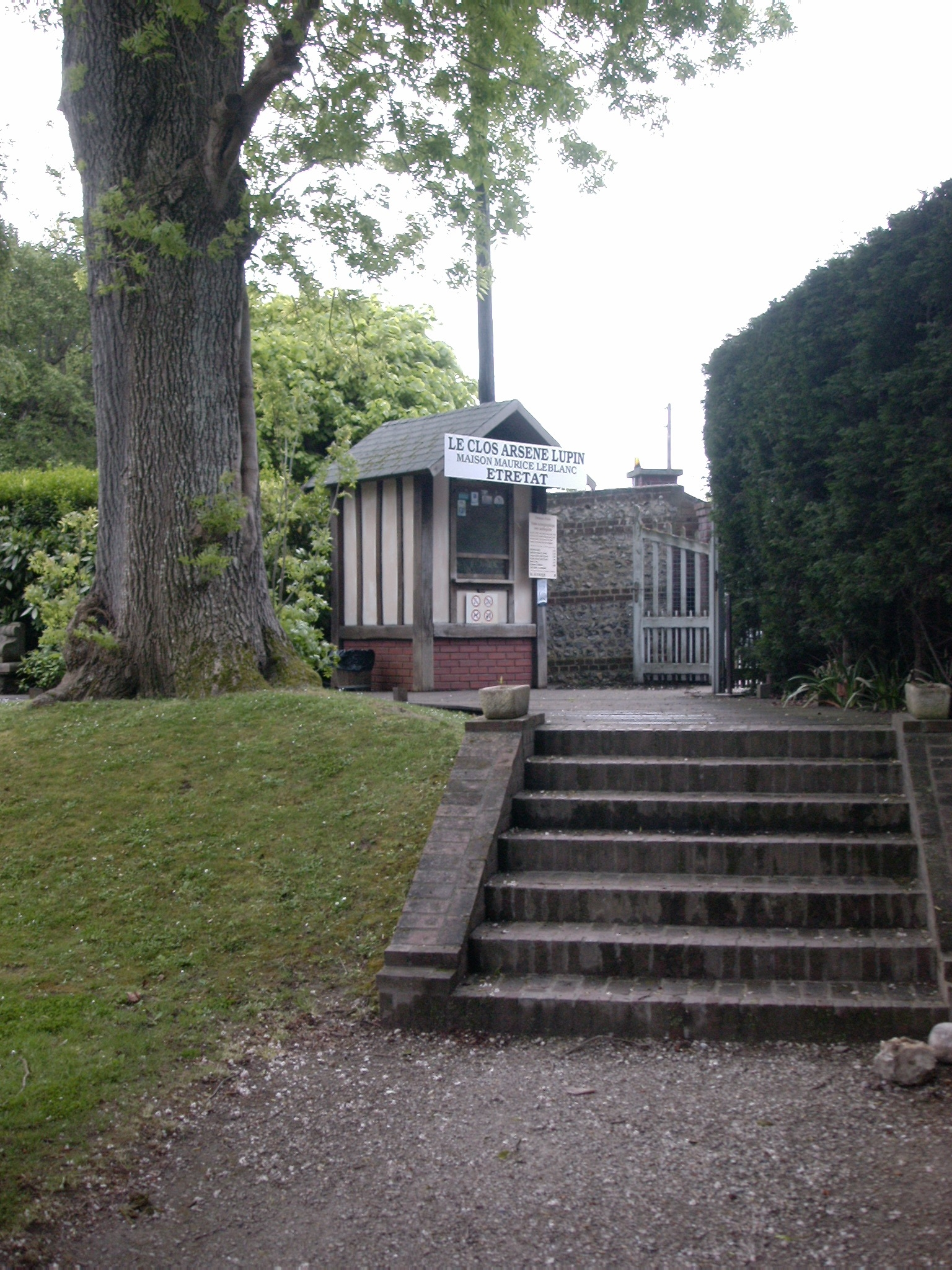
Billetterie.
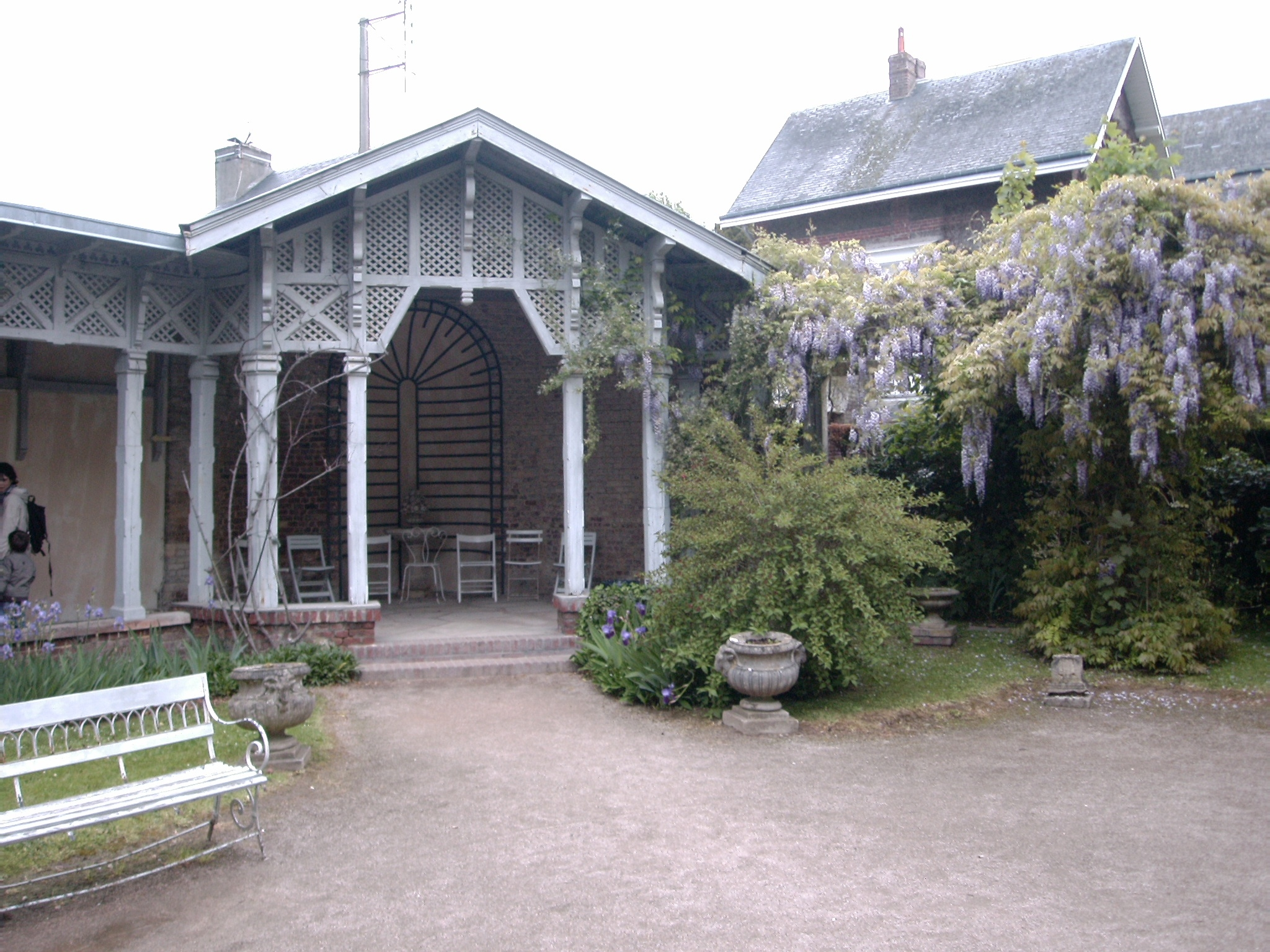
Pergola.
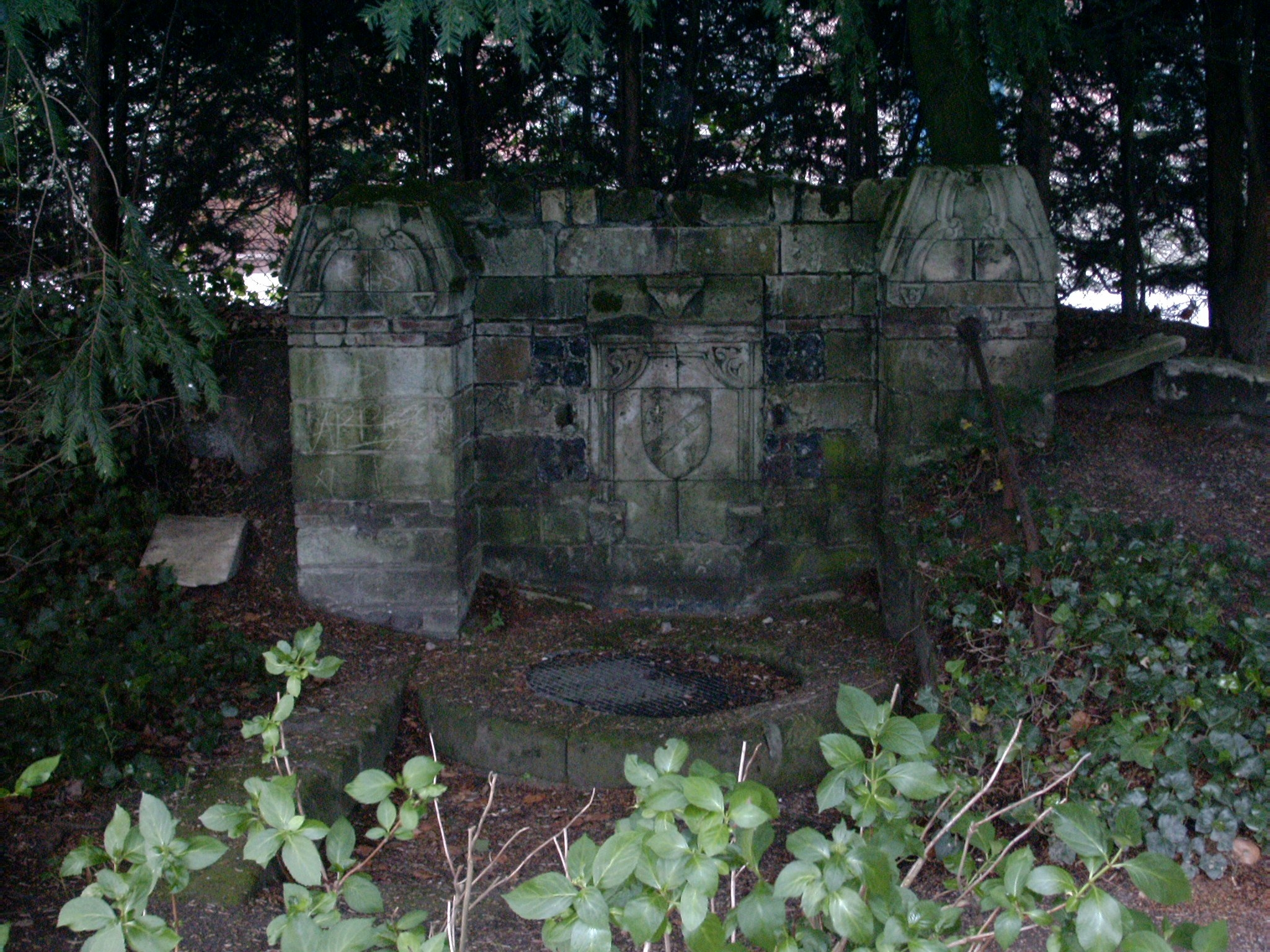
Fontaine dans le jardin.
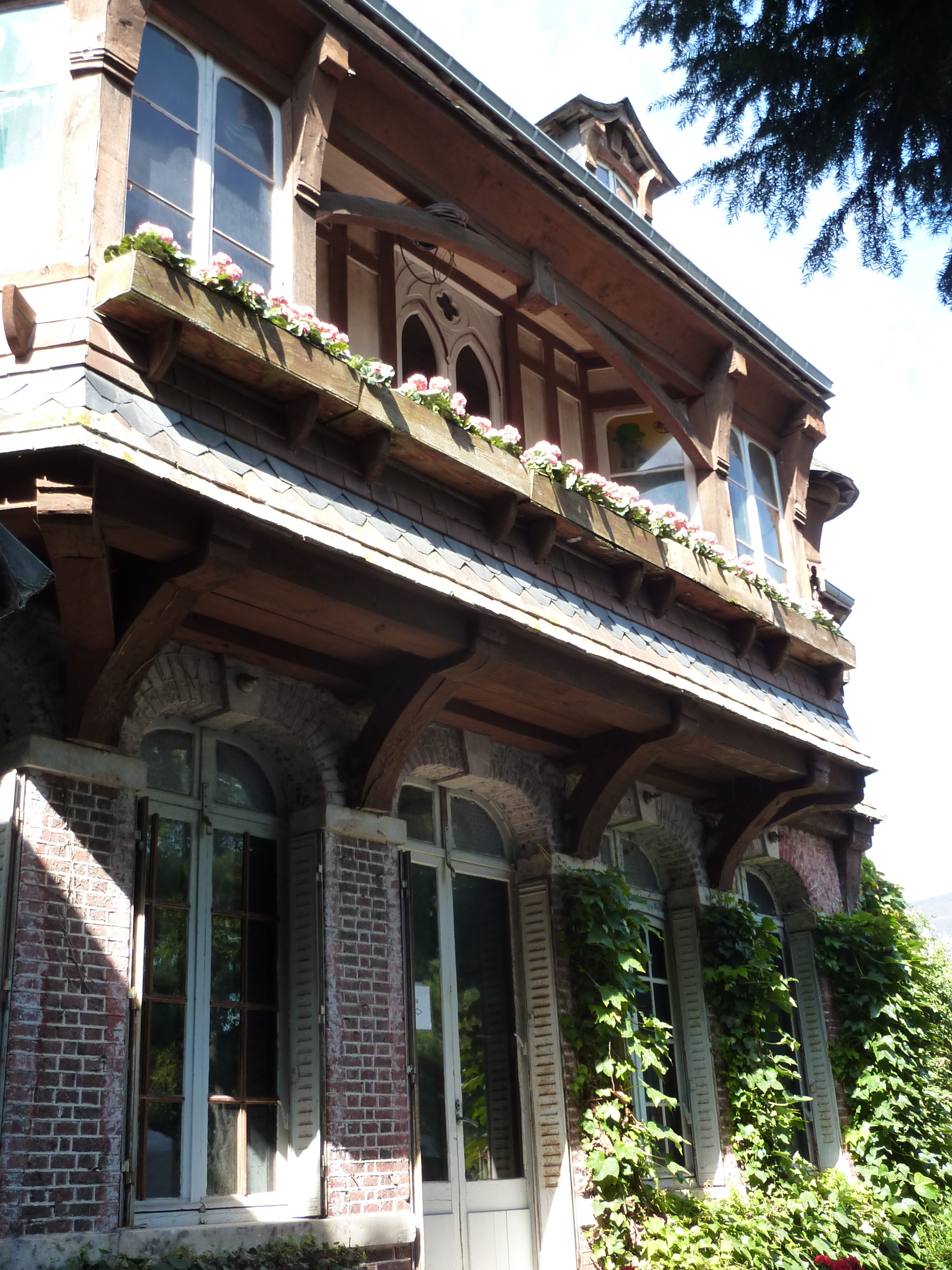
Façade.
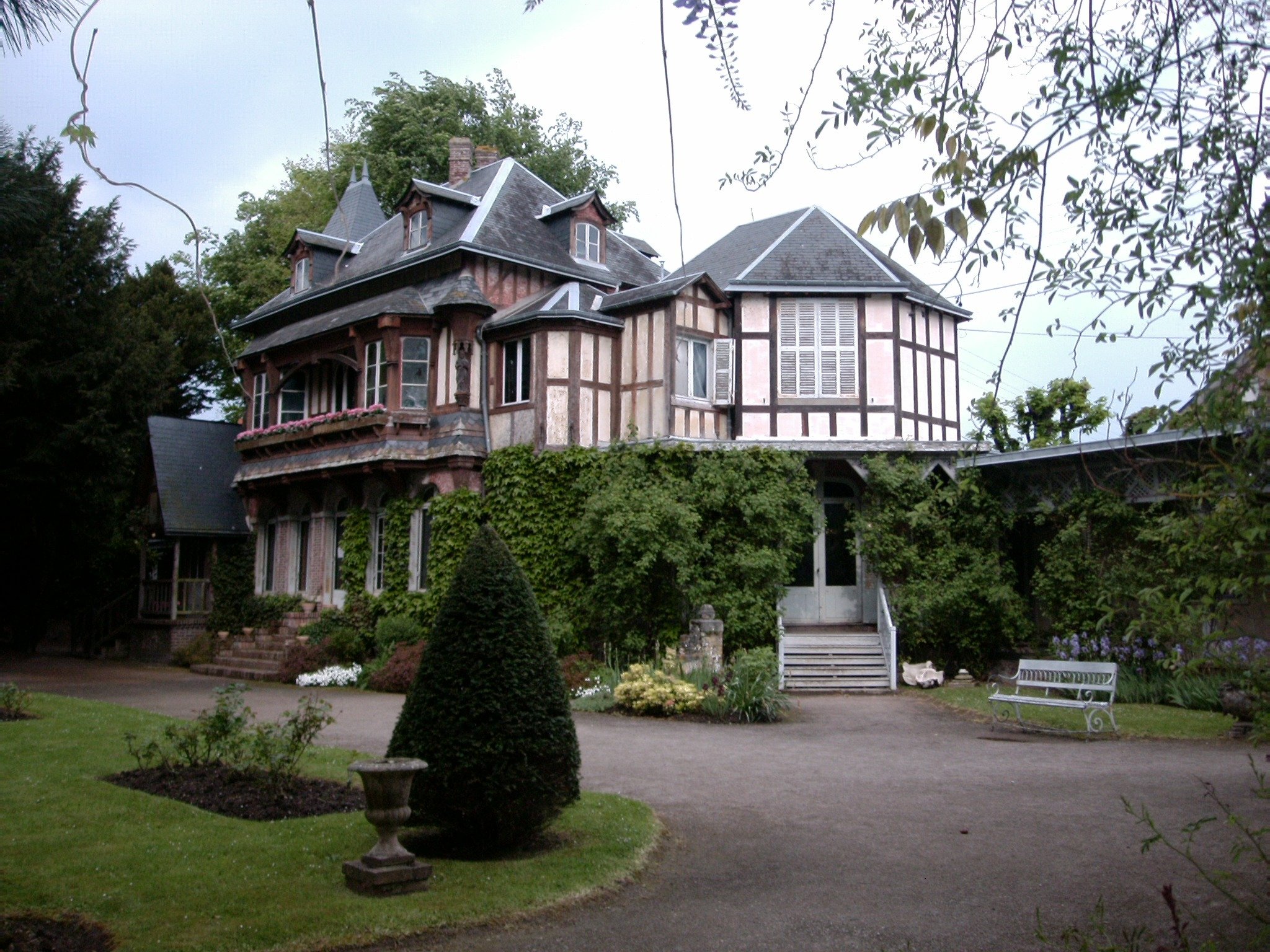
Maison.
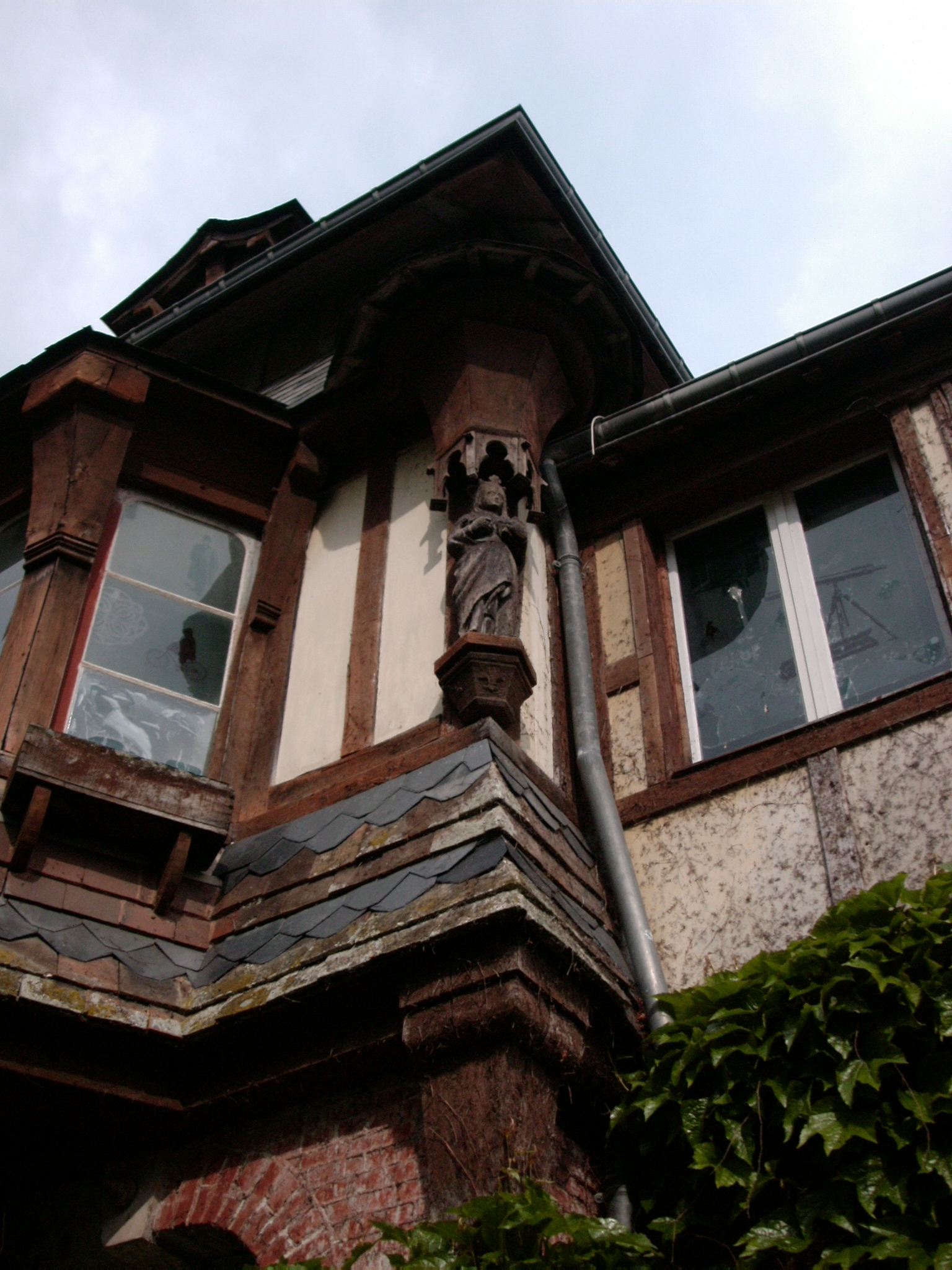
Maison (détail).
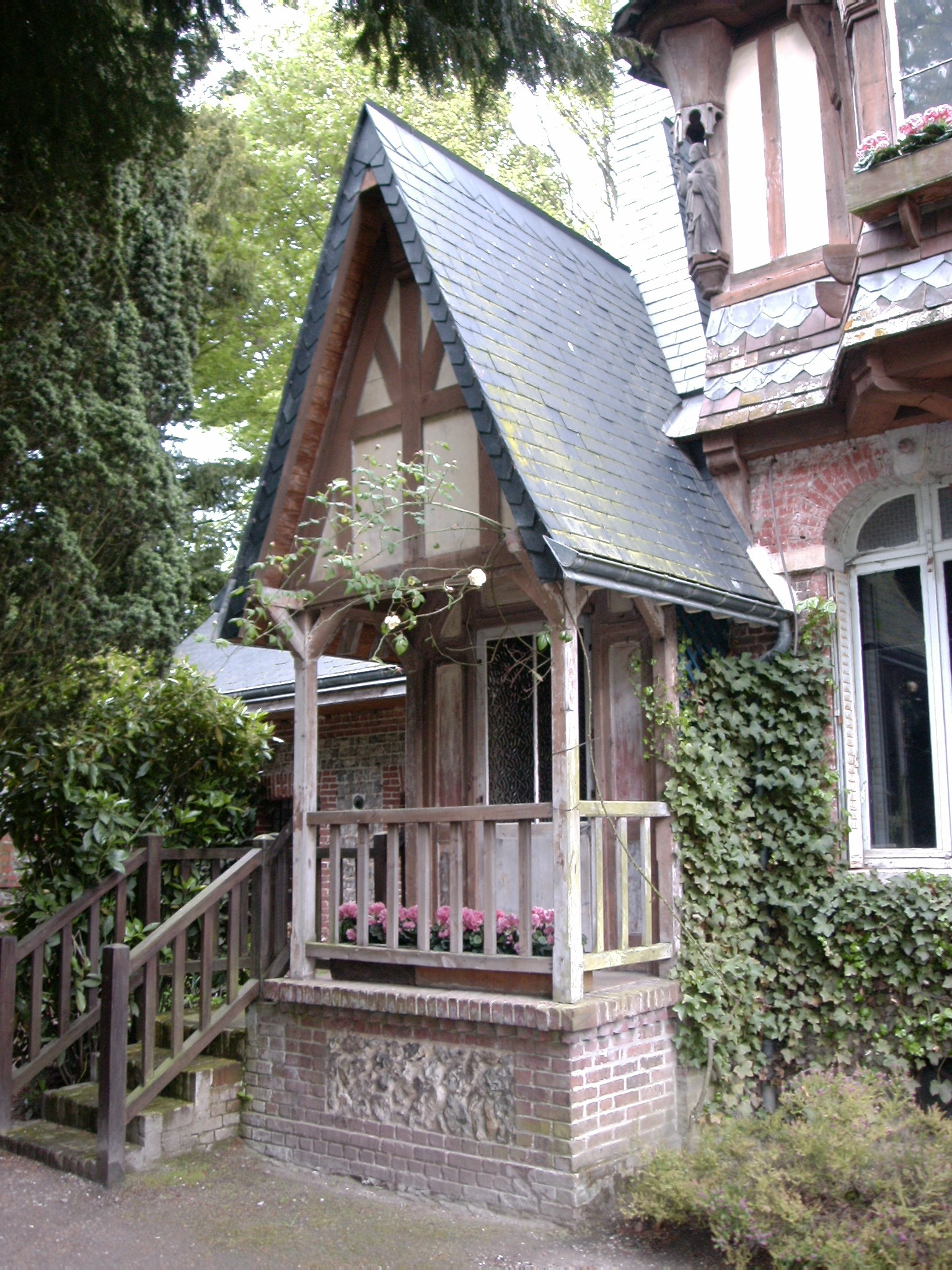
Maison (détail).
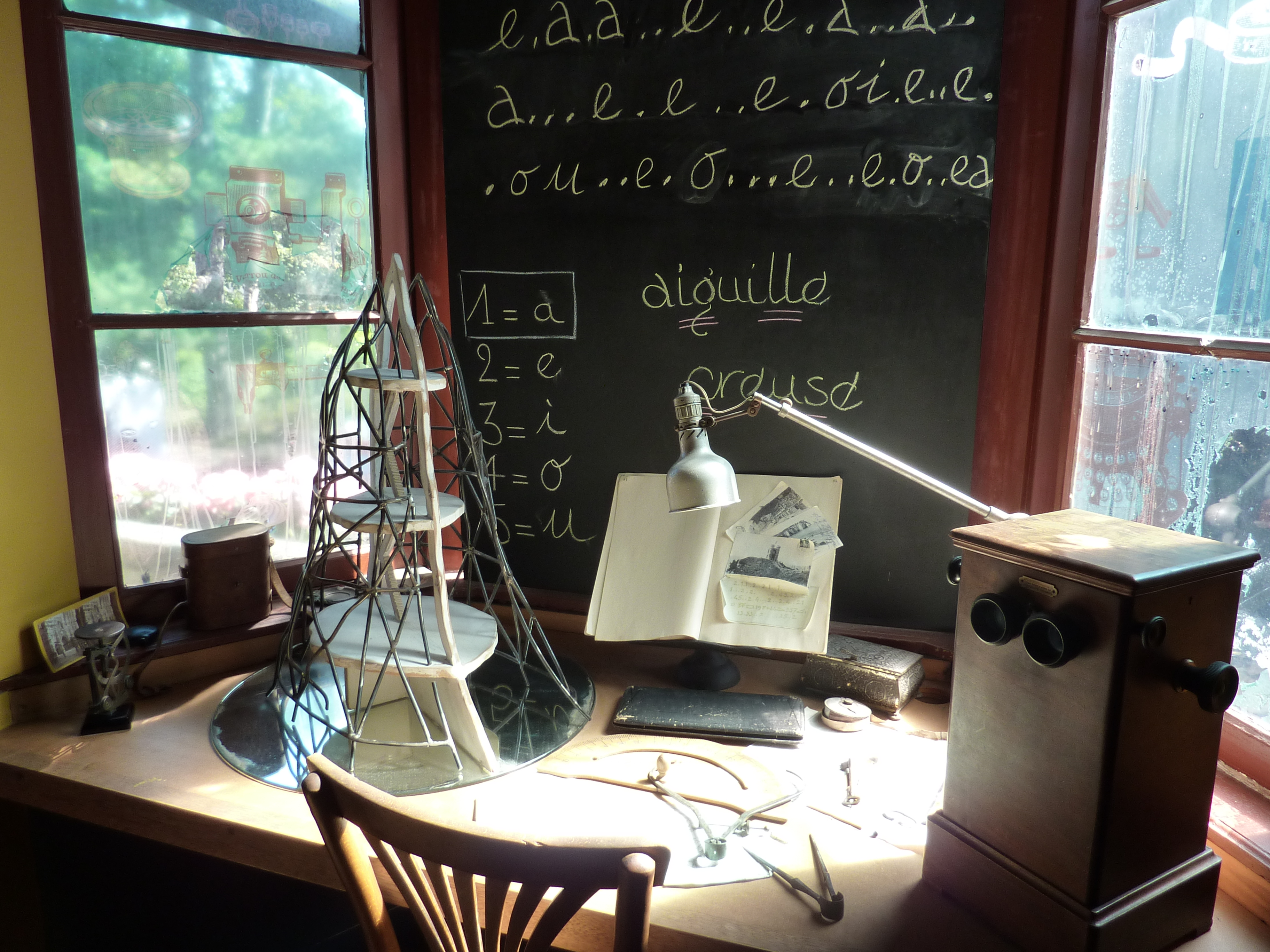
Pièce de la maison.
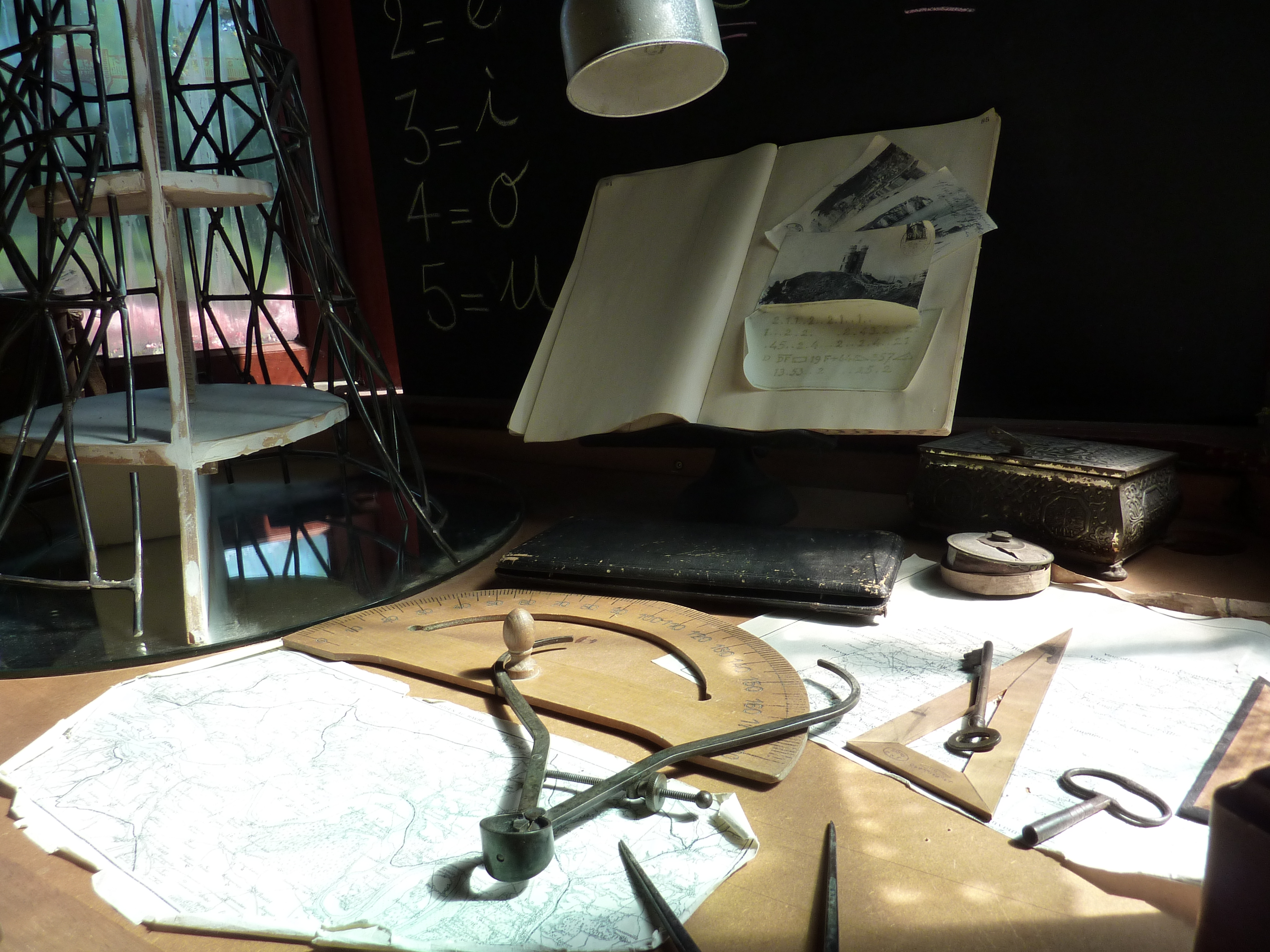
Pièce de la maison.

## Prix Arsène Lupin (2006-2019)
Créé en 2006 sous l'impulsion de l'Association du Clos Arsène Lupin et de Florence Boespflug-Leblanc, petite-fille de Maurice Leblanc, le Prix Arsène Lupin de la Littérature Policière a distingué, pendant treize ans, un roman policier qui combine l'humour et l'énigme policière, tout en s’écartant d’une certaine tendance violente du roman policier contemporain.
Doté de 1 000 €, le prix est remis chaque année lors d'une cérémonie au Clos Lupin jusqu'en 2019.